# Басівка (потік)
Басівка — потік в Україні у Стрийському районі Львівської області. Правий притока річки Бережниці (басейн Дністра).

## Опис
Довжина потоку приблизно 3 км, найкоротша відстань між витоком і гирлом — 1,89  км, коефіцієнт звивистості річки — 1,59 . Формується декількома безіменними струмками та загатами.

## Розташування
Бере початок на південно-західних схилах гори Басівки (338 м). Спочатку тече на північний схід, далі тече переважно на північний захід листяним лісом через урочище Дуброву та через селище Дашаву і впадає у річку Бережницю, праву притоку річки Дністра.

## Цікаві факти
- Проти гирла потоку пролягає автошлях Т 1409[3].